# Pozna jesen
Pozna jesen (japonsko 秋日和, Hepburn Akibiyori) je japonski dramski film iz leta 1960, ki ga je režiral Jasudžiro Ozu in zanj tudi napisal scenarij skupaj z Kogom Nodo. Temelji na romanu Akibiyori Tona Satomija. V glavnih vlogah nastopata Secuko Hara in Joko Cukasa kot mati in hči. Zgodba sledi poskusu treh starejših moških, ki želijo pomagati vdovi pokojnega prijatelja poročiti hčer. Slednja ni navdušena nad snubci in si ne želi zapustiti matere. 
Film je bil premierno prikazan 13. novembra 1970. Japonska ga je prijavila za oskarja za najboljši tujejezični film na 33. podelitvi, toda ni prišel v končni izbor. Čeprav je med manj znanimi Ozujevimi filmi, ga moderni kritiki označujejo za enega njegovih najboljših. Na strani Rotten Tomatoes ima oceno kritikov 100%.

## Vloge
- Secuko Hara kot Akiko Miva
- Joko Cukasa kot Ajako Miva
- Mariko Okada kot Juriko Sasaki
- Keidži Sada kot Šotaru Goto
- Mijuki Kuvano kot Mičiko
- Šiničiro Mikami kot Koiči
- Šin Saburi kot Soiči Mamija
- Čišu Rju kot Šukiči Miva
- Nobuo Nakamura kot Šuzo Taguči
- Kuniko Mijake kot Nobuko
- Sadako Savamura kot Fumiko
- Rjudži Kita kot Seiičiro Hirajama
- Fumio Vatanabe kot Cuneo Sugijama
- Ajako Senno kot Šigko Takamacu
- Juriko Taširo kot Joko